# 今津村 (福岡県)
今津村（いまづむら）は、福岡県糸島郡にあった村。旧・筑前国。福岡市へ編入され、現在は西区の一部となっている。

## 地理
- 今津湾

## 歴史
- 1889年4月1日 - 町村制施行により志摩郡今津村発足。
- 1896年4月1日 - 郡の統合により志摩郡と怡土郡が合併し糸島郡となる[1]。
- 1942年4月1日 - 福岡市へ編入。